# Rhacocleis japygia
Rhacocleis japygia is een rechtvleugelig insect uit de familie sabelsprinkhanen (Tettigoniidae). De wetenschappelijke naam van deze soort is voor het eerst geldig gepubliceerd in 1959 door La Greca.
1. ↑  (en) Rhacocleis japygia op de IUCN Red List of Threatened Species.